# Acanthogorgia glyphica
Acanthogorgia glyphica är en korallart som beskrevs av Manfred Grasshoff 1999. Acanthogorgia glyphica ingår i släktet Acanthogorgia och familjen Acanthogorgiidae. Inga underarter finns listade i Catalogue of Life.